# Amauris mozarti
Amauris mozarti är en fjärilsart som beskrevs av Suffert 1904. Amauris mozarti ingår i släktet Amauris och familjen praktfjärilar. Inga underarter finns listade i Catalogue of Life.